# Grandsivaz
Grandsivaz est une localité et une ancienne commune suisse du canton de Fribourg, située dans le district de la Broye.

## Histoire
Grandsivaz est situé sur la route cantonale Fribourg-Payerne et fit partie de la seigneurie de Montagny, acquise par Fribourg en 1478, et fut intégré dans le bailliage de Montagny de 1478 à 1798, puis dans les districts de Payerne de 1798 à 1803, de Montagny de 1803 à 1830, de Dompierre de 1831 à 1848 et de la Broye dès 1848. La localité relevait de la paroisse de Tours-Montagny, avant d'être érigé en paroisse en 1874 dont l'église paroissiale se trouve à Mannens. Le prieuré de Payerne possédait des biens à Grandsivaz en 1183.
En 1831, Grandsivaz fusionne avec sa voisine de Mannens pour former la commune de Mannens-Grandsivaz qui s'appela Mannens jusqu'en 1953. Celle-ci va à son tour fusionner en 2004 avec les anciennes communes de Montagny-la-Ville et Montagny-les-Monts pour former la nouvelle commune de Montagny.

## Toponymie
Latin : grandis silva (grande forêt)
Ancien nom allemand : Grossenwald